# Piotr Vannovski
Piotr Semionovitch Vannovski (en russe : Пётр Семёнович Ванно́вский), né le 24 novembre 1822 (6 décembre dans le calendrier grégorien) à Kiev et décédé le 17 février 1904 (1er mars dans le calendrier grégorien) à Saint-Pétersbourg, est un général et homme politique russe, ministre de la Guerre du 25 mai 1882 au 1er janvier 1898, ministre de l'Instruction publique du 24 mars 1901 au 11 avril 1902.

## Biographie
Piotr Vannovski naquit dans une famille noble de la province de Minsk. Il étudia à l'École militaire des Cadets à Moscou.
Il est enterré au cimetière Saint-Nicolas du monastère Alexandre-Nevski.

### Carrière militaire
Le 22 juillet 1840, Piotr Vannovski fut promu sous-lieutenant et intégra un régiment d'infanterie de la Garde de Finlande.
En 1854, Vannovski fut élevé au grade de capitaine et reçut le commandement d'un bataillon du régiment Zamovsky. Lors de la prise de Silistrie, il se comporta héroïquement, à cette occasion il fut décoré de l'Ordre de Saint-Vladimir.
Le 6 avril 1855, il fut nommé colonel ; en 1857, il dirigea l'école de tir des officiers.
En 1861 en tant que général-major, Alexandre II lui confia la direction de l'École des Cadets Paul de Saint-Pétersbourg. Général-lieutenant en 1868, il fut le commandant de la 12e et de la 33e division d'infanterie.
En 1876, Piotr Semionovitch Vannovski fut placé à la tête du 12e corps et à la tête de ses hommes, il traversa le fleuve Pruth à Ungheni le 14 avril 1877. Le 23 juin 1877, il traversa le Danube à Sminitza. Le 27 juin 1877, il remplit les fonctions de chef d'état-major par intérim de l'Armée de Lom. Pour sa vaillance au combat lors de la bataille de Trestenik (30 novembre 1877), Alexandre II le décora de l'Ordre de Saint-Georges (troisième classe).
Le 24 février 1878, Vannovski se vit confier le commandement du corps d'armée d'Orient, cette même année, Alexandre II l'éleva au grade de général et le nomma comme aide de camp du tsar. Le 26 février 1880, il fut admis à l'état-major-général, mais conserva ses fonctions de commandant du 12e corps.
Le 15 mai 1883, Alexandre II le promut général d'infanterie.

### Carrière politique
Le 22 mai 1882, Piotr Semionovitch Vannovski fut nommé ministre de la Guerre, il conserva cette fonction jusqu'au 1er janvier 1898.
En 1899, il dirige la commission dite Vannovski chargé d'examiner les causes du mouvement de révolte étudiante du 8 février-1er mars. Bien que celle-ci préconise des mesures d'apaisement et notamment le retour aux statuts universitaires plus libéraux de 1863, le gouvernement tsariste de Nicolas II préfère recourir aux mesures punitives. Le 24 mars 1901, le général Vannovski fut ministre de l'Instruction publique après l'assassinat de son prédécesseur Nikolaï Bogolepov, il conserva cette fonction jusqu'au 11 avril 1902, date à laquelle il fut remercié pour n'avoir pas pu ramener le calme dans les Universités.

### Décorations
- Ordre de Saint-André (1895)
- Ordre de Saint-Georges de IIIe classe (1877)
- Ordre de Saint-Vladimir de Ie classe (1890)
- Ordre de Saint-Alexandre Nevski (1883)
- Ordre de l’Aigle Blanc (1875)
- Ordre de Sainte-Anne de Ie classe avec couronnes (1870)
- Ordre de Saint-Stanislas de Ie classe (1867)